# Bärenrunde

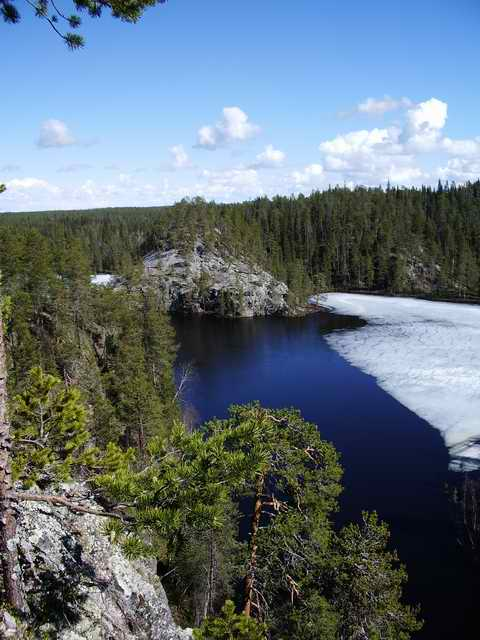
Blick auf Ristikallio

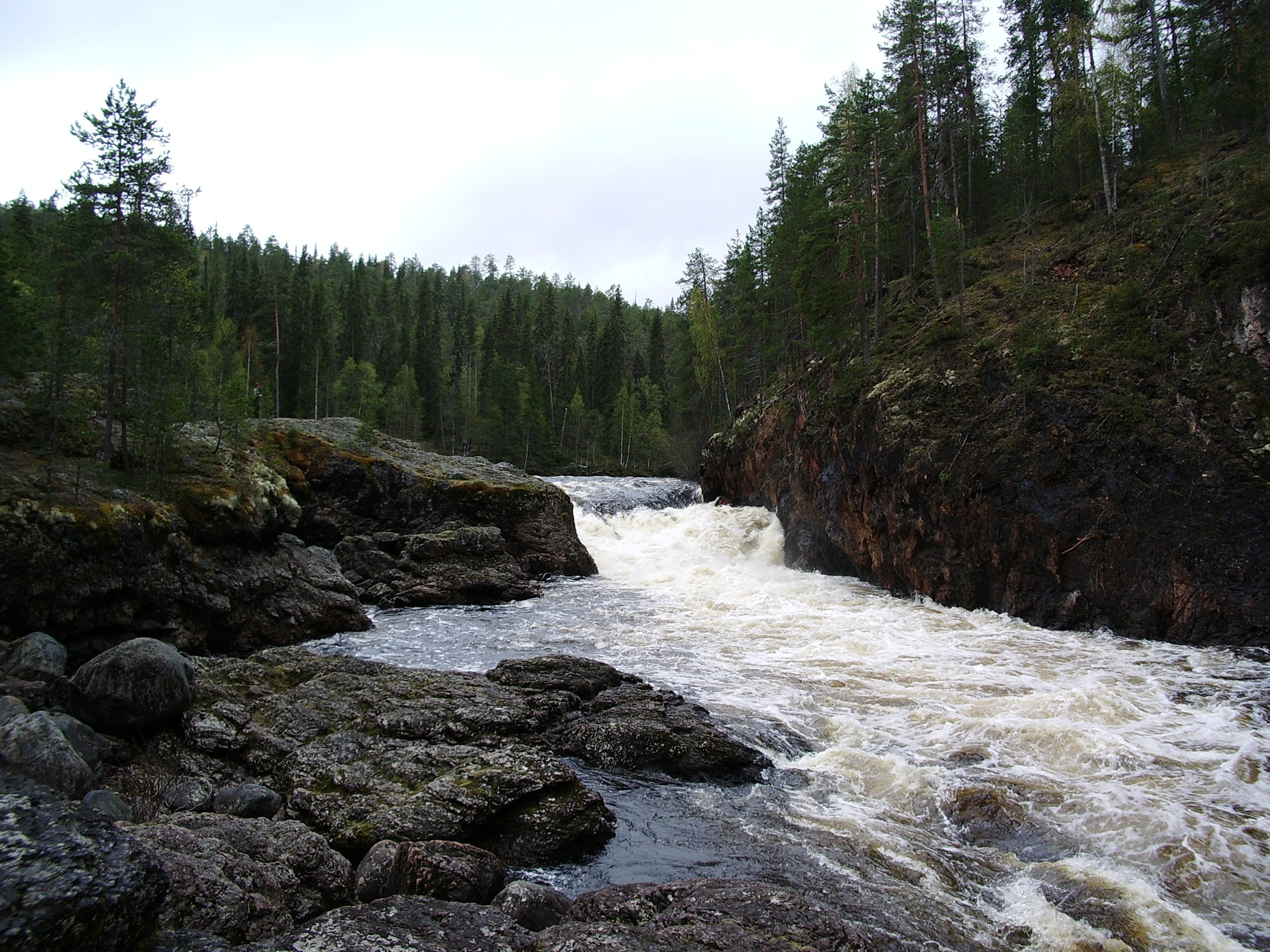
Kiutaköngäs Wasserfall

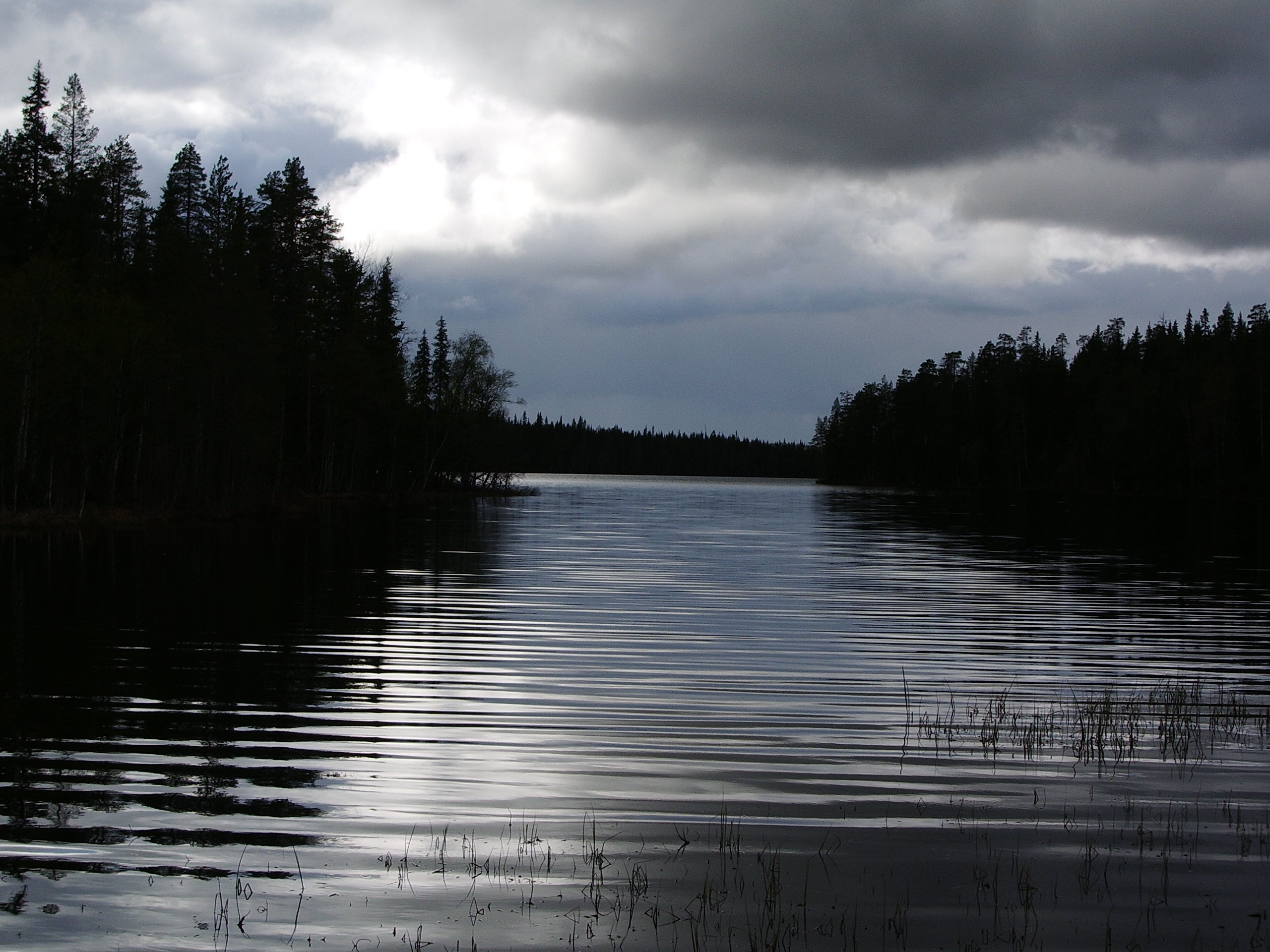
Ausblick in der Nähe der Jussinkämppä-Hütte

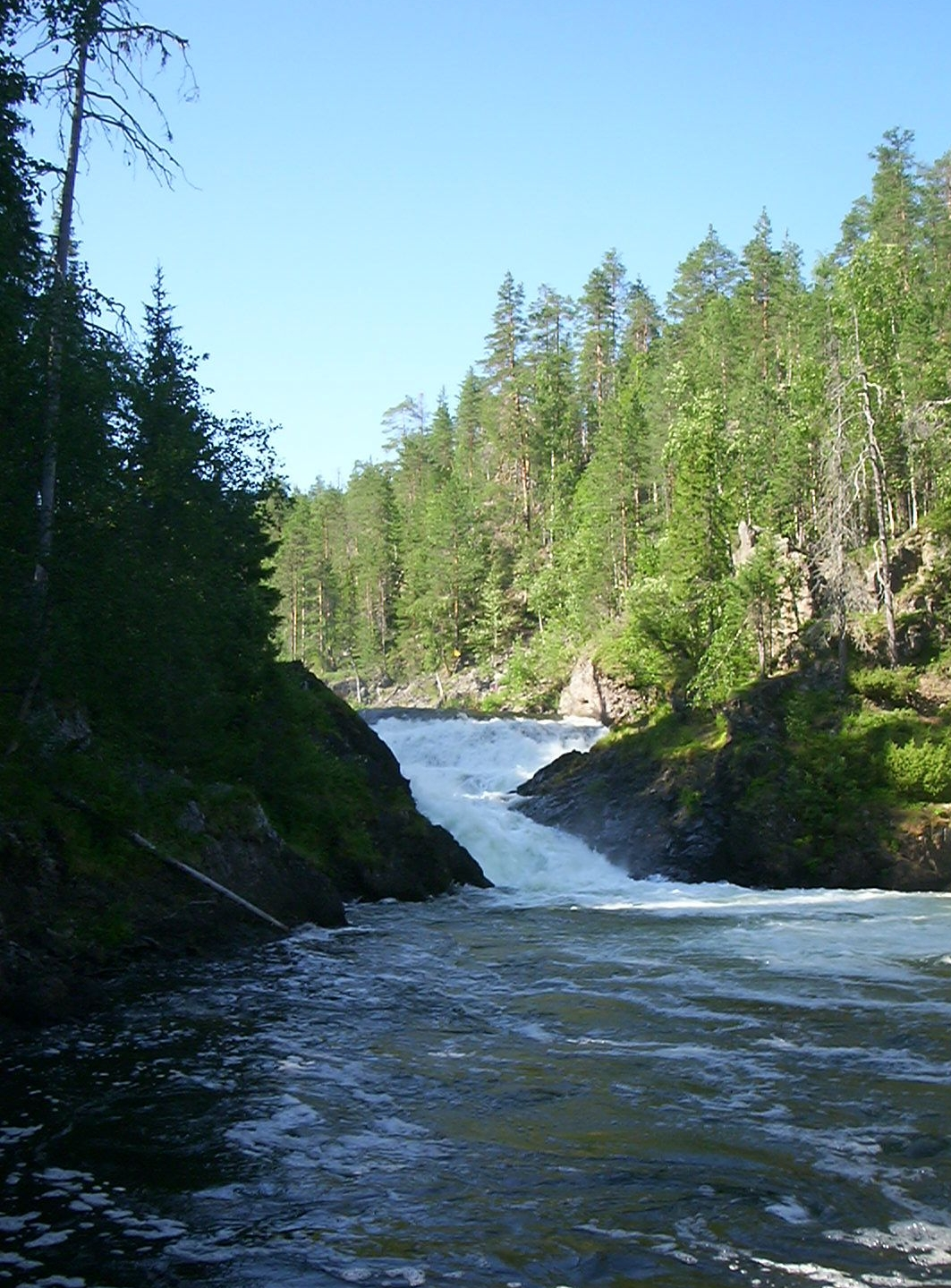
Wasserfall auf der Pieni Karhunkierros

Die Bärenrunde (finnisch Karhunkierros) ist eine 70 bzw. 82 Kilometer lange Wanderroute im Norden Finnlands. Sie verläuft größtenteils im Nationalpark Oulanka.
Entlang der Bärenrunde liegen auch die bekanntesten Sehenswürdigkeiten des Nationalparks. Dazu gehören Ristikallio, die Felsenschlucht am Oulankajoki und die Wasserfälle Kiutaköngäs.
Die Bärenrunde kann ganzjährig begangen werden. Für die komplette Runde benötigt man im Sommer vier bis sechs Tage. Im Winter muss je nach Schneelage auch deutlich mehr Zeit eingeplant werden.
Zum Übernachten bieten sich Hütten, Laavus (einfache, auf einer Seite offene Unterstände) und markierte Zeltplätze an. Die Hütten bieten nur begrenzten Komfort, werden allerdings von der Nationalparkverwaltung gewartet. An den Übernachtungsplätzen steht ausreichend Feuerholz zur Verfügung. In der Nähe des Besucherzentrums gibt es einen Campingplatz mit Duschen, komfortableren Kochgelegenheiten sowie Miethütten.
Die Bärenrunde kann von verschiedenen Startpunkten in Angriff genommen werden. Die mit 82 Kilometern längste Route beginnt in Hautajärvi und endet in Ruka bzw. startet in Ruka und endet in Hautajärvi. Eine weitere Route hat ihren Ausgangspunkt auf einem Parkplatz an der Straße 950 zwischen Käyla und Hautajärvi. Sie ist mit 70 Kilometern etwas kürzer als die längste Route. Für Tagestouristen gibt es auch noch die Möglichkeit, auf der kleinen Bärenrunde (Pieni Karhunkierros) zu wandern. Diese beginnt und endet in Juuma.
Die beliebteste Zeit zum Wandern auf der Bärenrunde ist der Sommer bzw. Herbst. Hier muss mit großem Andrang auf die Hütten und Übernachtungsplätze gerechnet werden. Im Winter sollte man sich auf sehr niedrige Temperaturen einstellen.
Die Temperatur kann dann dort auf −40 °C zurückgehen.

## Hütten
- Ristikallio: Die Hütte am Ristikallio bietet Platz für 10 Personen.
- Puikkokämppä: Die Hütte liegt auf der Salla Route und bietet Platz für 10 Personen.
- Taivalköngäs: Hier vereinigt sich die Hautajärvi- und die Sallaroute. Die Hütte verdankt ihren Namen den gleichnamigen Stromschnellen.
- Savilampi: Etwa 500 m entfernt von der Felsenschlucht liegt die Savilampi Hütte (7 Personen).
- Hütte Ansakämppä: Die erste Ansakämppä-Hütte brannte im Winter 2002/2003 ab. Die neue Ansakämppä wurde etwa 1 km südöstlich wiederaufgebaut. In der neuen Hütte finden 20 Personen Unterschlupf.
- Jussinkämppä: Hier können 20 Personen übernachten.
- Siilastupa: Ganz in der Nähe des Wasserfalls Jyrävä befindet sich die Siilastupa, die Platz für 12 Personen bietet.
- Myllykoski: In einer restaurierten Mühle finden ca. 12 Wanderer Unterschlupf.
- Porontimajoki: Zwei Hütten mit Platz für je 4 Personen.

## Sehenswürdigkeiten
- Ristikallio: Sehenswerte Felsenlandschaft mit zwei Schluchten
- Taivalköngäs: Zwei Stromschnellen, die auf Hängebrücken überquert werden können.
- Felsenschlucht Oulanka: Auf der Hautajärvi-Route
- Wasserfall Kiutaköngäs
- Wasserfall Jyrävä
- Myllykoski: Eine restaurierte Mühle mit malerischen Stromschnellen.
- Konttainen und Valtavaara: Hügelkette, die einen hervorragenden Ausblick über die ansonsten flache Landschaft bietet.

## Orte entlang der Bärenrunde
- Ruka
- Hautajärvi
- Juuma

## Wanderkarten
- 'Rukatunturi – Oulanka' Maßstab 1:40.000